# Apalis goslingi
Apalis goslingi là một loài chim trong họ Cisticolidae.